# Måns Zelmerlöw
Måns Petter Albert Zelmerlöw (Lund, 13. lipnja 1986.) švedski je pop pjevač. Odabran je da predstavlja Švedsku na Pjesmi Eurovizije 2015. s pjesmom „Heroes”, gdje je pobijedio s 365 bodova.
Zelmerlöw je sudjelovao kao natjecatelj na švedskom Idolu 2005. godine i stigao do natjecanja uživo, ali ne i među prva tri. Iste godine sudjeluje u seriji „Let's Dance” te postaje pobjednik prve sezone ovog showa pobijedivši u finalu Anu Book.
Glumio je u švedskim verzijama mjuzikla „Grease” 2006. i „Footloose” 2007.
Njegov singl „Brother, Oh Brother” bio je najveći radijski hit u Švedskoj 2007. godine.
Zelmerlöw je tri puta sudjelovao na Melodifestivalenu, švedskom nacionalnom izboru za Pjesmu Eurovizije. Na Melodifestivalenu 2007. s pjesmom „Cara Mia” osvojio je 3. mjesto. Pjesma je dospjela je na 1. mjesto švedske ljestvice. 
Na Melodifestivalenu 2009. nastupio je s pjesmom „Hope and Glory”.
Treći nastup na Melodifestivalenu nastupio je 2015. godine. U četvrtom polufinalu nastupio je s pjesmom „Heroes”. Tada je osvojio 1. mjesto i plasirao se izravno u finale, gdje je osvojio 288 bodova publike i međunarodnog žirija, što je bilo dovoljno za pobjedu na Melodifestivalenu, a kasnije je pobijedio i na Pjesmi Eurovizije 2015. s 365 bodova.
Nastupa na Melodifestivalenu u finalu i 2025. s pjesmom „Revolution”.

## Diskografija
- „Stand by For...” (2007.)
- „MZW” (2009.)
- „Christmas with Friends” (2010.)
- „Kära vinter” (2011.)
- „Barcelona Sessions” (2014.)
- „Perfectly Damaged” (2015.)
- „Chameleon” (2016.)
- „Time” (2019.)